# Tuvaijuittuq
Tuvaijuittuq ist eine ca. 320.000 Quadratkilometer große, 2019 zum Arktis-Schutzgebiet erklärte Meeresregion in Kanada.
Grönland- und Weißwale, Eisbären, Robben und unzählige Vogelarten leben dort ungestört mit Inuit-Eskimos in einem gemeinsamen Lebensraum. Der kommerzielle Abbau von Bodenschätzen, besonders von Öl und Gas ist in Tuvaijuittuq verboten.